# Strandesia deltoidea
Strandesia deltoidea är en kräftdjursart som först beskrevs av Magali Delorme 1970.  Strandesia deltoidea ingår i släktet Strandesia och familjen Cyprididae. Inga underarter finns listade i Catalogue of Life.